# Myristinsäureisopropylester
Myristinsäureisopropylester ist eine chemische Verbindung aus der Gruppe der Carbonsäureester und ist ein Ester der Myristinsäure.

## Vorkommen

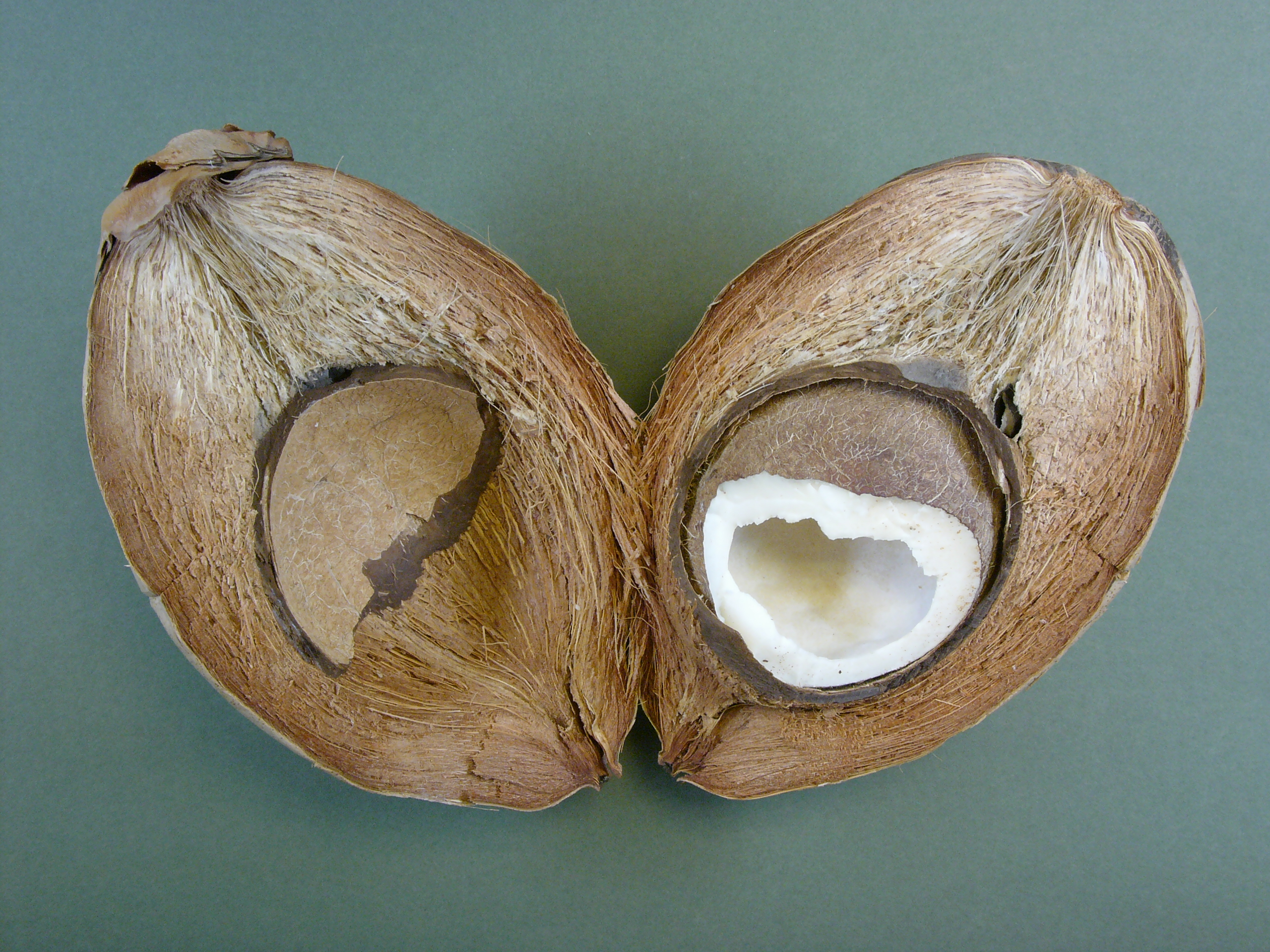
Das Fruchtfleisch (rechts) der Kokosnuss ist reich an Kokosfett.

Myristinsäureisopropylester kommt natürlich  z. B. in Butter, Palmkernöl und Kokosfett vor.

## Gewinnung und Darstellung
Myristinsäureisopropylester kann durch Veresterung von Myristinsäure mit Isopropanol oder durch Umesterung von Myristinsäuremethylester mit Isopropanol gewonnen werden.

## Eigenschaften
Myristinsäureisopropylester ist eine farblose geruchlose Flüssigkeit und ist der Isopropylester der Myristinsäure. Sie besitzt eine Viskosität von 5–6 mPa·s bei 20 °C und eine Verseifungszahl 202–212 mg KOH/g. Der Flammpunkt liegt zwischen 150 °C und 168 °C.

## Verwendung
Myristinsäureisopropylester wird als Synthesechemikalie verwendet. Sie dient in der Kosmetik als Spreit- und Rückfettungsmittel sowie als Lösungsvermittler. Eine weitere Verwendung findet sie bei der lokalen Behandlung der Pediculosis (Kopflausbefall).